# Departamento de Casanare
Koordinaten: 5° 24′ N, 71° 30′ W
Das Departamento de Casanare ist ein Departamento im Zentrum und Osten Kolumbiens. Es erstreckt sich vom zentralen Hochland (Ostflanke der Anden) weit nach Nordosten, entlang des Flusses Río Meta bis fast zur Grenze Venezuelas. Das Departamento de Casanare grenzt im Norden an das Departamento de Arauca, im Südosten an Vichada, im Süden an Meta und im Westen an das Departamento de Boyacá.
Durch die Erdölförderung sind die Aussichten für die Region sehr gut. In der Landwirtschaft dominiert der Reis. Daneben werden Yuca, Zuckerrohr, Mais, Kakao, Sorghum und Bohnen angebaut. Eine wichtige Rolle spielt die Rinderhaltung. Dem Abholzen des Waldes kommt weniger Bedeutung zu.

## Administrative Unterteilung
Das Departamento de Casanare besteht aus 19 Gemeinden. Die Einwohnerzahlen sind auf Grundlage der Volkszählung des DANE 2028 angegeben, hochgerechnet für das Jahr 2022.
| Gemeinde             | Einwohnerzahl 2022 |
| -------------------- | ------------------ |
| Aguazul              | 38.607             |
| Chámeza              | 2.676              |
| Hato Corozal         | 12.298             |
| La Salina            | 1.390              |
| Maní                 | 17.737             |
| Monterrey            | 18.292             |
| Nunchía              | 8.850              |
| Orocué               | 12.851             |
| Paz de Ariporo       | 37.933             |
| Pore                 | 12.248             |
| Recetor              | 1.825              |
| Sabanalarga          | 3.625              |
| Sácama               | 2.091              |
| San Luis de Palenque | 8.477              |
| Támara               | 6.670              |
| Tauramena            | 25.573             |
| Trinidad             | 13.660             |
| Villanueva           | 36.752             |
| Yopal                | 180.513            |